# Villa Latina
Villa Latina ist eine Gemeinde in der Provinz Frosinone in der italienischen Region Latium mit 1142 Einwohnern (Stand 31. Dezember 2023). Sie liegt 134 km östlich von Rom und 53 km östlich von Frosinone.

## Geographie
Villa Latina liegt im Tal des Melfa.
Es ist Mitglied der Comunità Montana Valle di Comino.
Die Nachbarorte sind Atina, Belmonte Castello, Picinisco und Sant’Elia Fiumerapido.

## Geschichte
Das Gebiet von Villa Latina gehörte zu Atina. Erst 1832 wurde die Gemeinde unter dem Namen Agnone selbständig. Als Hinweis auf die vielen archäologischen Funde der Antike im Gemeindegebiet, nahm sie 1862 den Namen Villa Latina an.

## Bevölkerungsentwicklung
| Jahr      | 1861 | 1881 | 1901 | 1921 | 1936 | 1951 | 1971 | 1991 | 2001 |
| --------- | ---- | ---- | ---- | ---- | ---- | ---- | ---- | ---- | ---- |
| Einwohner | 1701 | 1691 | 1635 | 1769 | 1722 | 1681 | 1135 | 1354 | 1247 |

Quelle: ISTAT

## Politik
Luigi Rossi (Lista Civica: Rinascere Per Villa Latina) amtiert seit dem 10. Juni 2018 als Bürgermeister.

## Söhne und Töchter der Stadt
- Tony Dannon (1924–2011), US-amerikanischer Jazz-Akkordeonist